# Ungarske korona
 Denne artikel omhandler ungarske korona. Opslagsordet har også en anden betydning, se Koruna.
Ungarske korona (ungarsk: magyar korona) var en møntenhed i Ungarn.
Den indførtes i 1919 som afløsning af den østrig-ungarske krone i den nyligt oprettede nation Ungarn. Den nye møntenhed led under stor inflation og blev erstattet af en ny møntenhed pengő i 1927.
| Artikelstump | Spire Denne artikel om penge eller valuta er en spire som bør udbygges. Du er velkommen til at hjælpe Wikipedia ved at udvide den. |